# Harpactirella karrooica
Harpactirella karrooica là một loài nhện trong họ Theraphosidae.
Loài này thuộc chi Harpactirella. Harpactirella karrooica được William Frederick Purcell miêu tả năm 1902.